# Дэвис, Глен
Рональд Глен Дэвис (англ. Ronald Glen Davis; родился 1 января 1986 года в Батон-Руже, штат Луизиана) — американский профессиональный баскетболист, игравший на позиции тяжёлого форварда и центрового. Был выбран во втором раунде под общим 35-м номером на драфте НБА 2007 года командой «Сиэтл Суперсоникс».

## Биография
Глен Дэвис был выбран на драфте 2007 года Сиэтл Суперсоникс под общим № 35 (права на него перешли в Селтикс в результате обмена Рэя Аллена на Делонте Уэста, Уолли Щербяка и права на Джеффа Грина). Выступает на позиции тяжёлого форварда.
Глен Дэвис отлично скоординирован и габаритен. Изначально Дэвис собирался стать профессиональным футболистом, где он смог бы использовать свои габариты на 100 %. Использует свой низкий центр тяжести для выдавливания оппонентов из-под щита, часто выигрывает подбор у игроков превосходящих его в росте. Дэвис и Кендрик Перкинс составляли эффективный тандем «больших» Бостон Селтикс. Каждый из них мог создать проблемы оппонентам как в защите, так и в нападении. Однако у Дэвиса проблемы с поддержанием спортивной формы. В тренировочный лагерь он приехал с избыточным весом, за что и был раскритикован тренером Доком Риверсом после матча с Филадельфией. Критика подействовала и Дэвис получил больше минут в последних матчах. Но Риверс продолжал настаивать на том, что все «большие» команды должны быстрее входить в форму, занимаясь даже в выходные. По его словам, Дэвис должен лучше следить за своей формой, чтобы успешно бороться с Кендриком Перкинсом и Рашидом Уоллесом за игровое время. В дальнейшем был обменян вместе с Воном Уэйфером на тяжелого форварда Брендона Басса в Орландо Мэджик.

### Возобновление карьеры
1 октября 2018 года стало известно, что Глен Дэвис возобновил карьеру и подписал контракт с хорватским «Задаром». Однако, спустя 5 дней клуб и игрок прекратили сотрудничество. Дэвис был разочарован небольшим городом и запросил повышение зарплаты. В клубе отказались удовлетворять требования игрока, на что Дэвис ответил решением не выходить на матч Адриатической лиги с «Цедевитой». После этого руководство «Задара» прекратило сотрудничество с игроком.

## Проблемы с законом
Дэвис и ещё 17 бывших игроков НБА (Терренс Уильямс — организатор схемы, Тони Аллен, Антуан Райт, Алан Андерсон, Шэннон Браун, Уилл Байнам, Крис Дуглас-Робертс, Мелвин Эли, Дариус Майлз, Джамарио Мун, Милт Паласио, Рубен Паттерсон, Эдди Робинсон, Грег Смит, Себастьян Телфэйр, Си Джей Уотсон и Тони Ротен) были обвинены в преступной схеме, которая сводилась к тому, что бывшие баскетболисты получали компенсацию от программы медицинского страхования игроков НБА за медицинские процедуры, которые им на самом деле не проводили.
В мае 2024 года Дэвис был приговорен к 40 месяцам тюремного заключения, а также к трем годам контролируемого освобождения, условия его условно-досрочного освобождения включают посещение занятий по финансовому менеджменту и обязательное лечение от наркозависимости.

## Статистика

### Статистика в НБА
| Сезон                                                                                    | Команда  | Регулярный сезон | Регулярный сезон | Регулярный сезон | Регулярный сезон | Регулярный сезон | Регулярный сезон | Регулярный сезон | Регулярный сезон | Регулярный сезон | Регулярный сезон | Регулярный сезон | Серия плей-офф | Серия плей-офф | Серия плей-офф | Серия плей-офф | Серия плей-офф | Серия плей-офф | Серия плей-офф | Серия плей-офф | Серия плей-офф | Серия плей-офф | Серия плей-офф |
| Сезон                                                                                    | Команда  | GP               | GS               | MPG              | FG%              | 3P%              | FT%              | RPG              | APG              | SPG              | BPG              | PPG              | GP             | GS             | MPG            | FG%            | 3P%            | FT%            | RPG            | APG            | SPG            | BPG            | PPG            |
| ---------------------------------------------------------------------------------------- | -------- | ---------------- | ---------------- | ---------------- | ---------------- | ---------------- | ---------------- | ---------------- | ---------------- | ---------------- | ---------------- | ---------------- | -------------- | -------------- | -------------- | -------------- | -------------- | -------------- | -------------- | -------------- | -------------- | -------------- | -------------- |
| 2007/08                                                                                  | Бостон   | 69               | 0                | 13,6             | 48,4             | -                | 66,0             | 3,0              | 0,4              | 0,4              | 0,3              | 4,5              | 17             | 0              | 8,1            | 41,2           | 0,0            | 61,1           | 1,5            | 0,4            | 0,3            | 0,2            | 2,3            |
| 2008/09                                                                                  | Бостон   | 76               | 16               | 21,5             | 44,2             | 40,0             | 73,0             | 4,0              | 0,9              | 0,7              | 0,3              | 7,0              | 14             | 14             | 36,4           | 49,1           | -              | 71,0           | 5,6            | 1,8            | 1,3            | 0,6            | 15,8           |
| 2009/10                                                                                  | Бостон   | 54               | 1                | 17,3             | 43,7             | 0,0              | 69,6             | 3,8              | 0,6              | 0,4              | 0,3              | 6,3              | 24             | 1              | 20,1           | 47,6           | 0,0            | 72,2           | 4,5            | 0,4            | 0,8            | 0,4            | 7,3            |
| 2010/11                                                                                  | Бостон   | 78               | 13               | 29,5             | 44,8             | 13,3             | 73,6             | 5,4              | 1,2              | 1,0              | 0,4              | 11,7             | 9              | 0              | 21,3           | 39,1           | 0,0            | 72,7           | 3,6            | 0,9            | 0,3            | 0,0            | 4,9            |
| 2011/12                                                                                  | Орландо  | 61               | 13               | 23,4             | 42,1             | 14,3             | 68,3             | 5,4              | 0,8              | 0,7              | 0,3              | 9,3              | 5              | 5              | 38,1           | 43,8           | -              | 77,3           | 9,2            | 0,8            | 0,6            | 1,2            | 19,0           |
| 2012/13                                                                                  | Орландо  | 34               | 33               | 31,3             | 44,8             | 0,0              | 71,8             | 7,2              | 2,1              | 0,9              | 0,6              | 15,1             | Не участвовал  | Не участвовал  | Не участвовал  | Не участвовал  | Не участвовал  | Не участвовал  | Не участвовал  | Не участвовал  | Не участвовал  | Не участвовал  | Не участвовал  |
| 2013/14                                                                                  | Орландо  | 45               | 43               | 30,1             | 45,3             | 40,0             | 67,5             | 6,3              | 1,6              | 1,0              | 0,5              | 12,1             | Не участвовал  | Не участвовал  | Не участвовал  | Не участвовал  | Не участвовал  | Не участвовал  | Не участвовал  | Не участвовал  | Не участвовал  | Не участвовал  | Не участвовал  |
| 2013/14                                                                                  | Клипперс | 23               | 1                | 13,4             | 48,1             | 0,0              | 78,3             | 3,0              | 0,3              | 0,5              | 0,3              | 4,2              | 13             | 0              | 12,2           | 61,0           | -              | -              | 2,8            | 0,7            | 0,2            | 0,2            | 3,8            |
| 2014/15                                                                                  | Клипперс | 74               | 0                | 12,2             | 45,9             | 0,0              | 63,2             | 2,3              | 0,5              | 0,6              | 0,3              | 4,0              | 14             | 0              | 10,3           | 44,7           | 0,0            | 77,8           | 1,9            | 0,2            | 0,4            | 0,4            | 2,9            |
|                                                                                          | Всего    | 514              | 120              | 21,1             | 44,7             | 18,2             | 70,0             | 4,4              | 0,9              | 0,7              | 0,3              | 8,0              | 96             | 20             | 18,9           | 47,2           | 0,0            | 71,6           | 3,7            | 0,7            | 0,6            | 0,4            | 6,9            |
| Наведите курсор мыши на аббревиатуры в заголовке таблицы, чтобы прочесть их расшифровку. |          |                  |                  |                  |                  |                  |                  |                  |                  |                  |                  |                  |                |                |                |                |                |                |                |                |                |                |                |

### Статистика в NCAA
| Сезон | Команда | Conf  | Class | GP | GS | MPG  | FG%  | 3P%  | FT%  | RPG  | APG | SPG | BPG | PPG  |
| --- | ------- | ----- | ----- | -- | -- | ---- | ---- | ---- | ---- | ---- | --- | --- | --- | ---- |
| 2004/05 | ЛСЮ     | SEC   | FR    | 30 | 28 | 29,2 | 51,3 | 25,0 | 69,8 | 8,8  | 1,0 | 1,0 | 1,4 | 13,5 |
| 2005/06 | ЛСЮ     | SEC   | SO    | 36 | 36 | 31,8 | 49,5 | 26,1 | 67,6 | 9,7  | 1,4 | 1,3 | 1,1 | 18,6 |
| 2006/07 | ЛСЮ     | SEC   | JR    | 29 | 28 | 35,0 | 48,4 | 34,7 | 71,3 | 10,4 | 2,3 | 1,1 | 1,0 | 17,7 |
| Всего | Всего   | Всего | Всего | 95 | 92 | 32,0 | 49,6 | 31,0 | 69,4 | 9,6  | 1,5 | 1,1 | 1,2 | 16,7 |
| Наведите курсор мыши на аббревиатуры в заголовке таблицы, чтобы прочесть их расшифровку Статистика приведена с сайта sports-reference.com |         |       |       |    |    |      |      |      |      |      |     |     |     |      |

### Статистика в других лигах
| Сезон | Команда        | Лига       | GP | GS | MPG  | FG%  | 3P%  | FT%  | RPG | APG | SPG | BPG | PFL | TOV | PPG  |
| --- | -------------- | ---------- | -- | -- | ---- | ---- | ---- | ---- | --- | --- | --- | --- | --- | --- | ---- |
| 2018/19 | Сент-Джонс Эдж | НБЛ Канада | 39 | 31 | 28,2 | 54,3 | 15,6 | 74,5 | 7,7 | 3,1 | 0,9 | 1,1 | 2,9 | 2,1 | 18,0 |
| Всего | Всего          | Всего      | 39 | 31 | 28,2 | 54,3 | 15,6 | 74,5 | 7,7 | 3,1 | 0,9 | 1,1 | 2,9 | 2,1 | 18,0 |
| Наведите курсор мыши на аббревиатуры в заголовке таблицы, чтобы прочесть их расшифровку Статистика приведена с сайта basketball.realgm.com |                |            |    |    |      |      |      |      |     |     |     |     |     |     |      |